# La Maison de Himiko
Pour plus de détails, voir Fiche technique et Distribution.
La Maison de Himiko (メゾン・ド・ヒミコ, Mezon do Himiko) est un film japonais réalisé par Isshin Inudō, sorti en 2005.

## Synopsis
Saori, une jeune femme en difficulté financière, reçoit la visite d'un beau jeune homme nommé Haruhiko. Celui-ci affirme être le petit ami de son père, Himiko, dont elle n'a pas plus de nouvelles. Il lui apprend que ce dernier tient une maison de repos pour personnes âgées homosexuelles sur la côte et a un cancer. Malgré le ressentiment qu'elle a par rapport à l'abandon de son père et contrainte par ses problème d'argent, elle accepte de venir travailler dans la « maison de Himiko ».

## Fiche technique
- Titre : La Maison de Himiko[1]
- Titre original : メゾン・ド・ヒミコ (Mezon do Himiko?)
- Réalisation : Isshin Inudō
- Scénario : Aya Watanabe
- Musique : Haruomi Hosono
- Photographie : Takahiro Tsutai
- Montage : Hirohide Abe
- Production : Osamu Kubota et Shinji Ogawa
- Société de production : Asmik Ace Entertainment, IMJ Entertainment, Culture Publishers, Nippon Television Network et Stardust Pictures
- Pays de production :  Japon
- Langue originale : japonais
- Genre : Drame
- Durée : 130 minutes
- Dates de sortie : 
  - Japon : 27 août 2005[2]

## Distribution
- Joe Odagiri : Haruhiko
- Kō Shibasaki : Saori Yoshida
- Min Tanaka : Himiko
- Kira Aoyama : Yamazaki
- Hirokazu Inoue : Takao
- Junkyu Moriyama : Kijima
- Chiharu Muraishi : Erina
- Hidetoshi Nishijima : Hosokawa
- Tokimasa Tanabe : Junya
- Torauemon Utazawa : Ruby
- Shin'ichi Yanagisawa : Masaki
- Youchan : Kikue

## Distinctions
Le film a remporté le prix du meilleur film au festival Nippon Connection.